# 데보라 스미스
데보라 스미스(Deborah Smith, 1987년 12월 15일 ~ )는 영국의 번역가이다.
영국 중부 소도시 동커스터 출신으로 케임브리지 대학교 영문과를 졸업할 무렵 번역가가 되기로 결정했고 2009년 케임브리지 대학교을 졸업했다. 번역가가 되기로 결심한 이후 영국에 한국어를 전문으로 하는 번역자가 없다는 사실을 알고 독학으로 한국어를 배우기 시작했고 1년 후인 2010년 런던 대학교 한국학 석사 과정에 입학했다. 이후 2015년 런던 대학교에서 한국학으로 박사학위를 취득했다. 박사 과정 중이었던 2012년에 출판사로부터 '읽어보고 얘기해 달라'며 《채식주의자》를 건네받은 것이 인연이 되어 2013년 이 책의 번역을 완성하게 되었고 출판도 하였다. 2015년 4월 국제 부커상 선정위원회는 '채식주의자'를 맨부커상 최종 후보에 올렸는데, 그 때는 데보라 스미스가 한글을 배운 지 6년이 된 시점이었다. 2016년 5월 한강의 소설 《채식주의자》 번역으로 세계 3대 문학상 중 하나인 국제 부커상을 한강과 공동으로 수상했다. '채식주의자' 외에 한강의 대표작 '소년이 온다(Human Acts)'도 번역했다. 아시아 문학을 다루는 비영리번역단체인 출판사 '틸티드 액시스 프레스(Tilted Axis Press)'를 직접 설립해 더 많은 번역을 할 수 있는 장을 마련하기도 하였다.
한강의 소설 《소년이 온다》를 번역하여 2024년 노벨문학수상에 기여했다.